# Alberto Denegri
Alberto Luis Denegri Aspazua (7 août 1906 – 18 mai 1973) est un footballeur international péruvien des années 1930.

## Biographie
Surnommé Tito, Denegri évolue au poste de milieu de terrain à l'Universitario de Deportes, l'un des meilleurs clubs de la capitale péruvienne, de 1927 à 1936. Il remporte avec l'Universitario deux championnats du Pérou en 1929 et 1934.
Mais il est surtout connu pour avoir joué avec l'équipe du Pérou pendant la Coupe du monde 1930 en Uruguay, appelé par le sélectionneur catalan Francisco Bru. Son pays tombe dans le groupe C avec la Roumanie et le futur vainqueur et hôte, l'Uruguay. Six ans plus tard, il devient lui même sélectionneur du Pérou à l'occasion des Jeux olympiques de 1936 à Berlin.

## Palmarès
Universitario de Deportes
- Championnat du Pérou (2) :
  - Champion : 1929 et 1934[4].